# Harry Jacob Anslinger
Harry Jacob Anslinger (Altoona, 20 maggio 1892 – Altoona, 14 novembre 1975) è stato un funzionario e diplomatico statunitense, ispettore del Bureau of Prohibition durante il proibizionismo degli alcolici e direttore per trent'anni, dal 1930 al 1962, del Federal Bureau of Narcotics (FBN).
Soprannominato lo "Zar dell'antidroga", è considerato il padre delle moderne politiche di repressione e lotta al traffico di sostanze stupefacenti.

## Biografia
Harry Jacob Anslinger nacque ad Altoona (Pennsylvania) il 20 maggio 1892, ottavo figlio di un barbiere di origini svizzere. Studiò al Pennsylvania State College e, negli anni della giovinezza, imparò a suonare il pianoforte, facendosi assumere come pianista in alcuni cinema che proiettavano film muti per pagarsi gli studi. Assunto come impiegato presso la Pennsylvania Railroad, fece carriera nella polizia ferroviaria arrivando al grado di capitano e, in questo periodo, ebbe modo di indagare sulle attività della Mano Nera, una tenebrosa organizzazione formata da immigrati italiani poi conosciuta come mafia. Nel 1916 Anslinger si trasferì a Harrisburg, in Pennsylvania, come collaboratore del nuovo sovrintendente della Polizia di Stato della Pennsylvania e un anno dopo divenne vice-commissario dei vigili del fuoco.
A seguito dell'entrata degli Stati Uniti nella prima guerra mondiale, Anslinger si arruolò volontario ma venne rifiutato per il fronte a causa di un difetto fisico; fu invece arruolato nell'Army Ordnance Department e nel 1918 raggiunse il grado di sottotenente, unendosi al corpo diplomatico del Dipartimento di Stato che aveva il compito di trattare la resa della Germania. Dal 1921 al 1923 ricoprì l'incarico di vice-console presso il consolato statunitense ad Amburgo e, dal 1923 al 1925, presso quello di La Guaira, in Venezuela.
Nel 1923 sposò Martha Kind Denniston, nipote di Andrew W. Mellon, ministro del Tesoro dal 1921 al 1932.

### Il proibizionismo degli alcolici

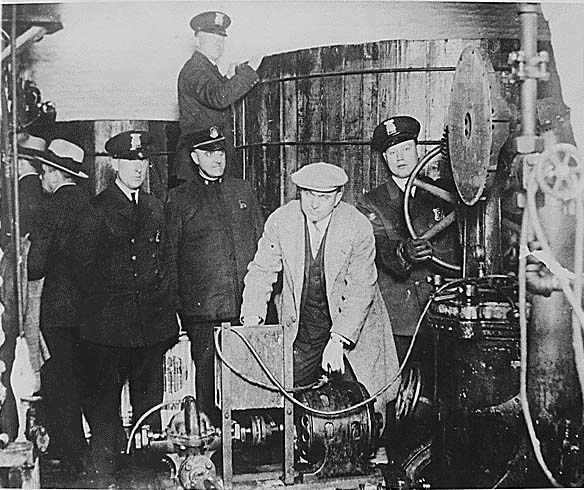
Scoperta e smantellamento di un laboratorio clandestino per la produzione di birra a Detroit

A metà degli anni venti, in pieno proibizionismo, ottenne l'incarico di vice-console a Nassau, nelle isole Bahamas, dove riuscì a promuovere una campagna internazionale per boicottare i contrabbandieri di rum che facevano scalo nelle isole e, del tutto ignorati dalle autorità britanniche, ripartivano per gli Stati Uniti d'America per rivendere il loro alcol di contrabbando. Reso celebre da questa campagna, fu chiamato a Washington nel 1929 e cominciò la sua carriera come ispettore del Bureau of Prohibition (Dipartimento della Proibizione), alle dipendenze del Dipartimento del Tesoro, occupandosi della repressione del traffico illecito di alcolici.

### I primi anni al FBN e la campagna contro lamarijuana
Tre anni prima della fine del proibizionismo degli alcolici, nel 1930 Anslinger fu nominato dal Presidente Herbert Hoover commissario ad interim dalla Divisione narcotici del Bureau of Prohibition e, subito dopo, direttore del neonato Ufficio narcotici (Federal Bureau of Narcotics) del Dipartimento del Tesoro. L'anno successivo, fece parte della delegazione statunitense che partecipò alla Conferenza internazionale di Ginevra conclusasi con la stipula della Convenzione per la limitazione della produzione e la regolamentazione della distribuzione di stupefacenti (cui aderirono 25 Stati), la quale stabilì limiti significativi alla fabbricazione industriale di eroina, morfina e cocaina istituendo il sistema delle quote di produzione assegnate dalla Società delle Nazioni a ciascun Paese per i propri fabbisogni medici o scientifici.
L'attività del FBN sotto la guida di Anslinger si rivolse principalmente contro il traffico e lo spaccio clandestino dell'eroina, della morfina e della cocaina e contro la pratica del doping dei cavalli da corsa e, presto, arrivò a coinvolgere anche la canapa o marijuana promuovendone l'inserimento nella lista degli stupefacenti nocivi e delle sostanze che creano dipendenza.
La campagna dì Anslinger per sensibilizzare l'opinione pubblica sul "pericolo marijuana" avvenne attraverso un lavoro intenso e capillare sui mass media. Ad esempio, in un articolo pubblicato sull'American Magazine (luglio 1937), Anslinger descriveva il caso di un giovane, normalmente tranquillo, che dopo aver fumato marijuana ammazzava a colpi di scure padre, madre, due fratelli e una sorella.

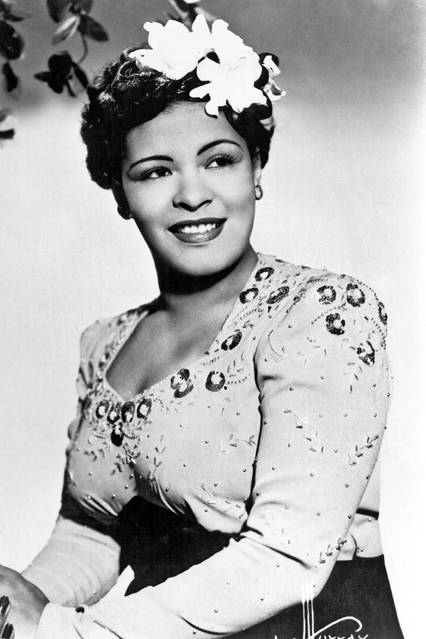
La cantante jazz afroamericana Billie Holiday, tossicodipendente da eroina, la quale subì una dura persecuzione da parte degli agenti di Anslinger.

Nel 1937, durante l'audizione al Congresso degli Stati Uniti, Anslinger dichiarò: «ci sono 100 000 fumatori di marijuana negli Stati Uniti e la maggior parte sono negri, ispanici, filippini e gente dello spettacolo; la loro musica satanica, jazz e swing, è il risultato dell'uso di marijuana. Il suo uso causa nelle donne bianche un desiderio di ricerca di relazioni sessuali con essi». Anslinger fece infatti spiare e schedare come consumatori di droga importanti musicisti jazz come Louis Armstrong, Dizzy Gillespie, Thelonius Monk, Count Basie, Jimmy Dorsey, Duke Ellington, Lionel Hampton e Cab Calloway e questa dura campagna antidroga culminò in una sorta di persecuzione contro la leggendaria cantante afroamericana Billie Holiday, che lottava con la dipendenza da eroina: oltre all'arresto per droga da parte degli agenti di Anslinger, le fu revocata la licenza per esibirsi nei cabaret di New York e continuò ad essere perseguitata dal FBN fino alla sua morte.
Il 14 giugno il presidente Roosevelt firmò il Marijuana Tax Act, che di fatto impediva la coltivazione di qualsiasi tipo di canapa, anche a scopo medicamentale.
Nel 1938, il sindaco di New York Fiorello La Guardia nominò una commissione d'inchiesta e nel 1944, con il noto Rapporto La Guardia (La Guardia Committee), contestò duramente la campagna di Anslinger.

### La lotta alla mafia e alla droga
Allo scoppio della seconda guerra mondiale, poiché l'FBN era la sola agenzia governativa statunitense ad avere agenti operanti sotto copertura, Anslinger e i suoi uomini furono trasferiti all'appena istituito Office of Strategic Services (OSS), precursore della CIA, dove tennero corsi per insegnare al personale le tecniche di infiltrazione e di sorveglianza.
Negli anni '40, Anslinger cercò di sensibilizzare gli studios di Hollywood sul problema della droga a seguito dei clamorosi arresti dell'attore Robert Mitchum e del batterista Gene Krupa per possesso di stupefacenti: infatti Anslinger partecipò in prima persona come attore nel ruolo di se stesso nel film To the Ends of the Earth (1948, uscito in Italia con il titolo Oppio), in cui il protagonista, interpretato da Dick Powell, è un agente del FBN che indaga su un traffico di droga internazionale.
Nel 1946, il Presidente Harry Truman nominò Anslinger rappresentante degli Stati Uniti presso la Commissione per le droghe narcotiche delle Nazioni Unite.
Nel 1951 Anslinger collaborò attivamente con il Comitato speciale del Senato degli Stati Uniti presieduto dal senatore Estes Kefauver che investigava sul crimine organizzato e presentò ad esso un elenco basato sulle indagini dei suoi agenti che annoverava circa 800 persone con sospetti legami con la mafia e con il traffico di droga. Infatti, nel corso della sua audizione dinanzi al Comitato Kefauver, Anslinger affermò: «I membri di questa organizzazione si conoscono benissimo tra loro in tutto il Paese. I compagni di New York, della Florida e della California si conoscono tutti.. È una vera e propria rete». Nello stesso anno, ispirò la promulgazione da parte del Congresso degli Stati Uniti del Boggs Act, poi modificato dal Narcotics Control Act nel 1956, che aumentavano le pene detentive per i trafficanti di droga ad un massimo di 50 anni di carcere e prevedevano la pena di morte per chi vendeva droga ad un minorenne; nel 1961 Anslinger giunse a convincere l'ONU a unificare tutti i singoli trattati internazionali già esistenti sul controllo della droga: nacque così la Convenzione unica sugli stupefacenti (Single Convention on Narcotic Drugs), alla quale aderivano oltre 150 nazioni. La convenzione stabiliva un tribunale internazionale per il controllo delle sostanze stupefacenti ed impegnava i singoli stati a combattere per sradicare al più presto la coltivazione della cannabis. Nell'arco di pochi anni, la coltivazione di cannabis divenne illegale in gran parte del mondo.
A partire dagli anni '50, Anslinger dispose l'apertura di diversi uffici esteri del FBN in Francia, Italia, Turchia, Libano, Thailandia e poi in altri Paesi, al fine di coadiuvare le forze dell'ordine locali nella lotta al contrabbando internazionale di stupefacenti verso gli Stati Uniti.
Al contrario dell'FBI di J. Edgar Hoover che negava l'esistenza della mafia negli Stati Uniti, le indagini del FBN sotto la direzione di Anslinger si concentrarono su trafficanti di droga legati alla mafia (come Charles "Lucky" Luciano e Nick Gentile): si stima che, a partire dal 1956, gli agenti del FNB riuscirono a portare a termine ben venti inchieste per cospirazione finalizzata al traffico di narcotici, le quali si conclusero con l'incriminazione per almeno 206 membri della Cosa Nostra statunitense, poi condannati a lunghe pene detentive, come avvenne nei confronti dei famigerati boss italo-americani Carmine Galante, John “Big John” Ormento, Vito Genovese e Joe Valachi (che, durante la carcerazione, decise di collaborare con le autorità, rivelando tutto ciò che sapeva su Cosa nostra statunitense). Sprezzante fu una battuta del gangster Lucky Luciano sull'operato di Anslinger:
Nel 1957 Anslinger, sentito come testimone davanti alla Sottocommissione d'inchiesta del Senato presieduta dal senatore John L. McClellan, accusò pubblicamente la Cina maoista di essere uno dei principali produttori mondiali di oppio e la Cuba castrista di produrre quasi tutta la cocaina consumata negli Stati Uniti, denunciando quindi l'esistenza di un "complotto comunista" per "corrompere la gioventù americana con la droga".
Andò in pensione nel 1962 e si ritirò a vita privata. Morì d'infarto al Mercy Hospital di Altoona, Pennsylvania, all'età di 82 anni.

## Opere
- The Traffic in Narcotics, con William F. Tompkins, New York, Funk & Wagnalls Company, 1953.
- The Murderers: The Shocking Story of the Narcotic Gangs, con Will Oursler, New York, Farrar, Straus and Cudahy, 1961.
- The Protectors: Our Battle Against the Crime Gangs, New York, Farrar, Straus and Company, 1964.

## Nei media
- Interpretò se stesso in alcune sequenze del film Oppio (1948), diretto da Robert Stevenson.
- Nel 1973 fu impersonato dall'attore Edmond O'Brien nel film Lucky Luciano di Francesco Rosi.
- È interpretato dall'attore Garrett Hedlund nel film Gli Stati Uniti contro Billie Holiday (2021), diretto da Lee Daniels.
- Compare brevemente in una scena del film The Alto Knights - I due volti del crimine (2025), diretto da Barry Levinson, dove è interpretato dall'attore Brian Spangler.